# Megalobulimus sanctipauli
Megalobulimus sanctipauli é uma espécie de caracol, um molusco pulmonado que pertence à família Megalobulimidae, gênero Megalobulimus, nativo da Mata Atlântica, encontrado no Brasil no estado do Paraná, no estado de São Paulo, no nordeste da Argentina e no leste do Paraguai.